# لوكاس كروكشانك
لوكاس كروكشانك (بالإنجليزية: Lucas Cruikshank)‏ هو ممثل أمريكي من مواليد 29 أغسطس، 1993 . الذين يعيشون في كولومبوس بولاية نبراسكا، انشأ الطابع فريد Figglehorn.

## وصلات خارجية
- لوكاس كروكشانك على موقع IMDb (الإنجليزية)
- لوكاس كروكشانك على موقع ألو سيني (الفرنسية)
- لوكاس كروكشانك على موقع ميوزك برينز (الإنجليزية)
- لوكاس كروكشانك على موقع أول موفي (الإنجليزية)
- لوكاس كروكشانك على موقع إن إن دي بي (الإنجليزية)
- لوكاس كروكشانك على موقع قاعدة بيانات الفيلم (الإنجليزية)
- لوكاس كروكشانك على موقع كينوبويسك (الروسية)